# سبزه‌جی‌لر (یوسف‌علی)
سبزه‌جی‌لر (به ترکی استانبولی: Sebzeciler، به ارمنی: Կալիկ Ներքին) یک منطقهٔ مسکونی در ترکیه است که در یوسف‌علی واقع شده‌است. سبزه‌جی‌لر ۱۳۱ نفر جمعیت دارد.